# La Mère de la mariée (film, 2024)
Ne doit pas être confondu avec La Mère de la mariée.
Pour plus de détails, voir Fiche technique et Distribution.
La Mère de la mariée (Mother of the Bride) est un film américain réalisé par Mark Waters et sorti en 2024. Il est diffusé sur Netflix.
Le film reçoit des critiques globalement négatives.

## Synopsis
Emma Winslow travaille depuis un an pour Discovery Resorts à Londres. Son petit ami, R. J. la surprend en lui demandant sa main. Elle accepte la proposition mais s'inquiète de la réaction de sa mère, Lana, car elles ne sont plus que tous les deux depuis la mort de son père alors qu'elle n'avait que huit ans.
Lana vit à San Francisco et dirige un laboratoire de recherche médicale. Emma rentre chez elle et annonce à sa mère qu'elle va se marier dans un mois dans un complexe hôtelier à Phuket en Thaïlande. Tout d'abord réticente, Lana finit par accepter le mariage. Cependant, peu après son arrivée en Thaïlande, Lana comprend que R. J. est le fils de Will Jackson, l'homme qui lui avait brisé le cœur à l'université Stanford il y a des années.

## Fiche technique
Sauf indication contraire, les informations mentionnées dans cette section peuvent être confirmées par la base de données cinématographiques IMDb,  présente dans la section « Liens externes ».
- Titre original : Mother of the Bride
- Titre français : La Mère de la mariée
- Réalisation : Mark Waters
- Scénario : Robin Bernheim
- Musique : Caroline Ho
- Décors : Helen O'Loan
- Costumes : Valerie Halverson
- Photographie : Ed Wu
- Montage : Travis Sittard
- Production : Brad Krevoy

Producteurs délégués : Oliver Ackermann, Vince Balzano, Robin Bernheim, Galen Fletcher, Amanda Phillips, Brooke Shields et Jimmy Townsend
- Sociétés de production : Motion Picture Corporation of America et Living Films
- Société de distribution : Netflix
- Budget : N/A
- Pays de production :  États-Unis
- Langue originale : anglais
- Format : couleur - son Dolby Digital
- Genre : comédie romantique
- Durée : 90 minutes
- Dates de sortie[1] : 9 mai 2024 (sur Netflix)
- Classification[2] :
  - États-Unis : TV-PG

## Distribution
- Brooke Shields (VF : Rafaèle Moutier) : Lana Winslow
- Miranda Cosgrove (VF : Florine Orphelin) : Emma Winslow
- Benjamin Bratt (VF : Jean-Pierre Michael) : Will Jackson
- Rachael Harris (VF : Nathalie Homs) : Janice
- Sean Teale (VF : Jim Redler) : R. J.
- Chad Michael Murray (VF : Jérôme Pauwels) : Lucas
- Michael McDonald (VF : Nicolas Marié) : Clay
- Wilson Cruz (VF : Jérôme Berthoud) : Scott Jackson
- Tasneem Roc (VF : Nathalie Spitzer) : Camala

## Production
En février 2023, Netflix annonce le développement d'une comédie romantique écrite par Robin Bernheim (en) et réalisée par Mark Waters. Brooke Shields, Miranda Cosgrove, Benjamin Bratt, Chad Michael Murray, Rachael Harris, Sean Teale, Wilson Cruz, Michael McDonald, Tasneem Roc, and Dalip Sondhi were added to the cast,.
Le tournage débute en avril 2023 à Phuket en Thaïlande,. Les prises de vues se déroulent également à Londres.

## Sortie et accueil
Le film reçoit des critiques globalement négatives. Sur le site d'agrégation de critiques Rotten Tomatoes, le film obtient 13% d'avis favorables, pour 48 critiques et une note moyenne de 3,3⁄10. Le consensus suivant résumé les avis collectés : « Mother of the Bride dessert un groupe démographique souvent négligé et nous emmène sur des plages cristallines avant de se noyer cérémonieusement dans des eaux génériques. » Sur le site Metacritic, qui utilise une moyenne pondérée, le film obtient la note de 39⁄100 pour 12 critiques.